# Saint-Georges-d’Oléron
Saint-Georges-d’Oléron – miejscowość i gmina we Francji, w regionie Nowa Akwitania, w departamencie Charente-Maritime.
Według danych na rok 1990 gminę zamieszkiwały 3144 osoby, a gęstość zaludnienia wynosiła 68 osób/km² (wśród 1467 gmin regionu Poitou-Charentes Saint-Georges-d’Oléron plasuje się na 68. miejscu pod względem liczby ludności, natomiast pod względem powierzchni na miejscu 48.).

## Współpraca
- Klein Rönnau, Niemcy